# Beauty Point
Beauty Point – miasto w Australii, w północnej części Tasmanii.